# Tabatabai Nejad Flóra
Tabatabai Nejad Flóra (Orosháza, 2004. augusztus 19. –)  magyar énekesnő, gyerekszínész.
Az ének iskolája első évfolyamának, valamint a Sztárban sztár +1 kicsi első évadának döntőse. Több nemzetközi énekverseny győztese. Színdarabokban játszik, és saját zenekara van Florists néven. 2021-ben az X-Faktor 10. évadának versenyzője volt, ahol a második élő show-ig jutott. Jótékonysági programok kezdeményezője és a Gyerekek a Gyerekekért Alapítvány zenei tehetségprogramjának zsűritagja.
Hatéves kora óta tanul klasszikus zongorát, 2016 óta Blaho Attila tanítványaként jazz-zongorát tanul. A magyar anyanyelve mellett angol és perzsa nyelven is beszél.

## Életrajza és zenei pályafutása
Apja, Tabatabai Nejad Mohamed iráni származású, korábban az orosházi kórház altatóorvosa volt, később Kaszaperen háziorvos. Anyja Radics Mónika szintén az egészségügyben, az orosházi kórházban dolgozott. Három testvére van. A család Szegeden él.
Abszolút hallását és zenei tehetségét már a bölcsődében felfedezték. Négyéves korában íratták be szülei a Király Königh Péter zeneiskola előkészítőjébe. Egy évvel később kezdett zongorázni.

### Az ének iskolája
2013-ban nyolcévesen, a mezőny legfiatalabb résztvevőjeként tűnt fel a TV2 Az ének iskolája című műsor első évfolyamában, ahol Szandi mentoráltjaként a döntőbe jutott.

### Sztárban sztár +1 kicsi
2016-ban a Tv2 Sztárban sztár +1 kicsi című műsor első évadában Király Linda partnereként lépett fel. A tíz héten át tartó műsor ötödik fordulójában a Pocahontas című film Ezer színnel száll a szél című egyedül előadott dalával a forduló győztese lett. A versenysorozaton szerzett összpontszámuk alapján bejutottak a kábeltévés rekordnézettséget hozó műsorsorozat döntőjébe a legjobb öt résztvevő közé.

### Első lemeze
Első lemeze 2013-ban jelent meg, és ugyanebben az évben készült el első videóklipje.

### Duett St. Martinnal
2013-ban duettet énekelt St. Martin jubileumi albumán, amelyről videófelvétel is készült. A duettet előadták St. Martin 2013. december 28-i jubileumi koncertjén is. St. Martinnal több koncerten is fellépett, többek között Aggteleken 2015. július 22-én a 22. aggteleki koncerten, valamint Baján a 2017. január 7-i újévi koncerten.

### Kaunas Talent 2017
A Kaunas Talent nemzetközi énekversenyen 2017 novemberében a három nagydíj egyikét, az "In Memoriam" verseny fődíját nyerte meg. A 13–30 év közötti korosztályt képviselő 62 énekes közül választotta ki a zsűri az abszolút győztesnek.

### X-Faktor
2021-ben elindult az RTL Klub tehetségkutató műsorának, az X-Faktornak a 10. évadában, amelyen Puskás Peti mentoráltjakánt az élő showban a második körig, a legjobb nyolc versenyző közé jutott.

## Zenekara
A tehetséges fiatal zenészeket az ország minden pontjáról felvonultató Sándorfalvi Térségi Alapfokú Művészeti Iskola (STAMI) vezetője javaslatára az iskola zenész diákjaiból alakult együttes lett Flóra zenekara, amely a Florists nevet vette fel. Az együttes tagjai a műfajok sokaságában jártasak, mindannyian jazzt is tanulnak, az is szerepel a zenekar repertoárján. Rendszeresen fellép a Szegedi Deák Big Band együttessel.

## Színházi szerepei
A Színházi adattárban regisztrált bemutatóinak száma: színész-2.
| Darab                     | Szerep                    | Helyszín               |
| ------------------------- | ------------------------- | ---------------------- |
| Egerek                    |                           | Nemzeti Színház (2014) |
| A négyszögletű kerek erdő | Virág, Vacskamati virágja | Pinceszínház (2015)    |

## Televíziós szereplései
| TV műsor                | TV csatorna | Évad |
| ----------------------- | ----------- | ---- |
| Az ének iskolája        | TV2         | 2013 |
| Sztárban sztár +1 kicsi | TV2         | 2016 |
| X-Faktor                | RTL Klub    | 2021 |

## Videók
- Csillagtükör. YouTube (2013)
- St. Martin – Tabatabai Nejad Flóra Keep On Smiling. YouTube (MOM Kulturális Központ élő koncertvideó, 2014)

## Díjai, elismerései
- III. wwwstar verseny Arany minősítés (zongora szóló)  (2017)[36]
- 14th International Pop Music Contest for Young Singers "Silver Yantra", nemzetközi énekverseny (Veliko Tarnovo, Bulgária) korosztályos 1. helyezés (2016),[2] a legjobb komplex előadás díja[37]
- 6th Malta International Singer's Festival – Euro Stars (2016), 1. helyezés[38]
- XVI. International Music Festival "Tra-la-la", Bitola, Macedónia (2015), korosztályos 2. helyezés (a korosztály legfiatalabb díjazottja)[39][40]
- 2. Bled Golden Microphone (2015), Xs kategória, 1. helyezés[41]
- XII. Europop Nemzetközi Fesztivál, Dömsöd, Grand Prix (2015)[42][43]

## Jótékonysági programjai
2014-ben Flóra ötlete és szülei támogatása révén jött létre az első Gyerekek a gyerekekért jótékonysági koncert, amelynek bevételéből a SZTE Gyermekgyógyászati Klinika Intenzív Osztályán ápolt leukémiás gyermekeknek vásároltak laptopokat és mosható játékokat gyógyulásuk segítése, kórházi napjaik megkönnyítése érdekében. Ezt követően a szegedi Gyógyító Angyal Alapítvány felajánlotta segítségét és 2015-ben és 2016-ban két újabb gálaestet tartottak, amelynek teljes bevételét, valamint a fellépők tiszteletdíját erre a célra fordították. E kezdeményezéssel Flóra és Ónodi Boglárka bekerült a TV2 Csoport "Süss fel nap!" társadalmi felelősségvállalási programjának döntőjébe, ahol Freddie támogatta őket.
2017-ben szüleivel létrehozta a Gyerekek a Gyerekekért Alapítványt, amelynek célja a zeneművészetben és előadóművészetben tehetséges gyerekek, fiatalok felkutatása, támogatása, képzésük segítése, ösztöndíjprogramok kidolgozása és működtetése, hazai és nemzetközi versenyek, koncertek, fesztiválok szervezése, azok bevételéből beteg és rászoruló gyermekek, tehetségek támogatása. 2017-től a Gyerekek a gyerekekért jótékonysági koncertet saját alapítványuk, a Gyerekek a Gyerekekért Alapítvány rendezi meg. Az alapítvány egy három pilléres rendezvénysorozatot indított el, amelynek első pillére az augusztus 21-én megrendezett Golden Voice Hungary országos énekverseny volt. Ennek a versenynek a résztvevői közül 23 gyermek részesült támogatásban. A második pillér egy nemzetközi énekverseny megrendezése 2017. október 19-23-a között, a harmadik pillérként pedig megrendezésre kerül a IV. GYEREKEK A GYEREKEKÉRT jótékonysági koncert is Szegeden 2018. március 9-én. A koncert bevételéből a koraszülött osztály picike lakóit lepik meg ajándékokkal.